# Anais (namn)

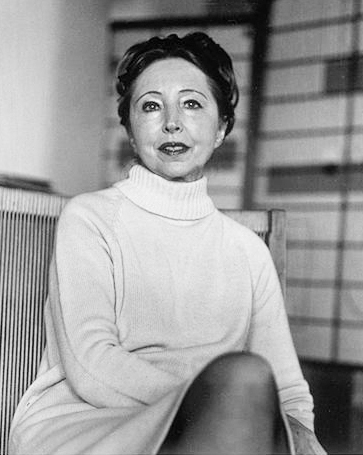
Författaren Anaïs Nin

Anaïs eller Anais är en katalansk eller provensalsk form av det ursprungligen hebreiska namnet Anna.
Den 31 december 2014 fanns det totalt 119 kvinnor folkbokförda i Sverige med namnet Anaïs/Anais, varav 68 bar det som tilltalsnamn.
Namnsdag i Sverige: saknas

## Personer med namnet Anaïs/Anais
- Anaïs Bescond, fransk skidskytt
- Anaïs Fargueil, fransk skådespelerska
- Anaïs Lameche, svensk sångerska
- Anaïs Nin, fransk-amerikansk författare